# Đảo Liancourt
Đảo Liancourt là tên gọi quốc tế của một nhóm đảo nhỏ nằm giữa Hàn Quốc và Nhật Bản, cách đảo Honshu của Nhật Bản và phía đông nam của bán đảo Triều Tiên khoảng 220 km. Liancourt đang ở trong trạng thái tranh chấp lãnh thổ giữa Nhật Bản và Hàn Quốc. Hiện nay, Hàn Quốc là quốc gia đang duy trì sự kiểm soát trên thực tế đối với toàn bộ nhóm đảo này.
Hàn Quốc gọi nhóm đảo là Dokdo hay Tokdo (tiếng Hàn: 독도; Hanja: 獨島; Hán-Việt: Độc Đảo) có nghĩa là "Hòn đảo đơn độc" trong khi Nhật Bản gọi đảo Liancourt là Takeshima (tiếng Nhật: たけしま (竹島), Hán-Việt: Trúc Đảo), nghĩa là "Đảo Trúc".
Hàn Quốc kiểm soát và tuyên bố chủ quyền của mình với nhóm các đảo này kể từ tháng 7 năm 1954.

## Địa danh
Tên quốc tế của đảo Liancourt được lấy từ Le Liancourt, tên một ngư thuyền săn cá voi của Pháp suýt đắm ở vùng đá ngầm của nhóm đảo này vào năm 1849. Trong tiếng Anh và theo một số bản đồ cũ còn ghi tên là "Hornet Rocks" (1855) cho nhóm đảo này trong khi thư tịch hải hành của Nga đặt tên Manala và Olivutsa cho đảo Liancourt.
Địa danh của đảo bằng tiếng Hàn và tiếng Nhật cũng liên tục bị thay đổi theo thời gian, chứng tỏ còn nhiều tính bất nhất gây thêm sự rắc rối lịch sử về chủ quyền của nhóm đảo này.

## Địa hình
Nhóm đảo Liancourt bao gồm 90 đảo nhỏ, trong đó 37 mỏm đất không bị ngập. Số còn lại chỉ là đá ngầm. Trong số 37 đảo thì chỉ có hai hòn đảo cư trú được: đảo Tây và đảo Đông; 35 hòn đảo kia chỉ là mỏm đá. Tổng diện tích cua cả vùng đảo này chỉ khoảng 0,18745 km² với điểm cao nhất đo được 169 m (554,5 ft) trên đảo Tây.

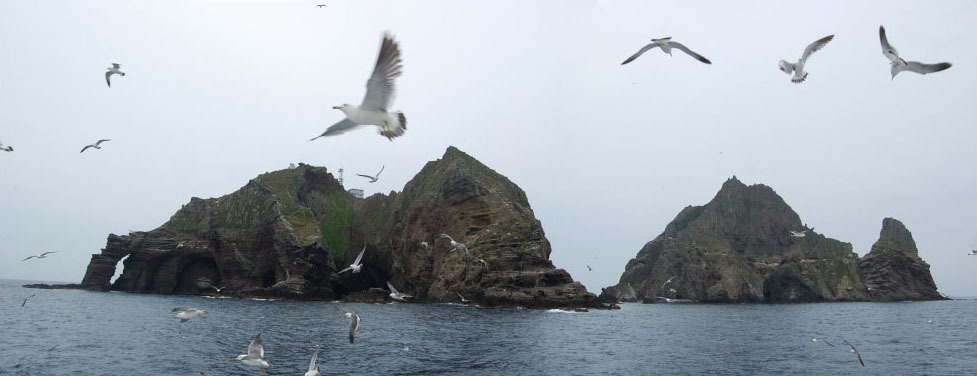
Hình chụp đảo Dokdo:
Bên trái: đảo Đông (với tháp hải đăng)
Bên phải: đảo Tây

Seodo (tiếng Hàn: 서도/西島 Tây đảo) hay Ojima (tiếng Nhật: 男島 Nam đảo) và Dongdo (tiếng Hàn: 동도/東島 Đông đảo) hay Mejima (tiếng Nhật: 女島 Nữ đảo), cách nhau khoảng 150 m. Đảo Tây lớn hơn, với diện tích khoảng 88.640 mét vuông (22 mẫu Anh); đảo Đông chỉ 73.300 mét vuông (18 mẫu Anh).
Đảo Tây là một đỉnh núi thấp với nhiều hang động dọc theo bờ biển. Bên đảo Đông có nơi bờ biển là vách đá dựng đứng cao khoảng 10 tới 20 m; có 2 hang lớn thông ra biển và một hố trũng.
Theo khảo cứu của địa chất học thì nhóm đảo này hình thành khoảng 4,5 triệu năm trước do núi lửa hình thành trong Đại Tân sinh rồi sau đó bị xói mòn.
Vì Liancourt nằm án ngữ biển Nhật Bản nên có vai trò vị trí chiến lược cực kỳ quan trọng đối với cả hai phía Nhật Bản và Hàn Quốc. Ngoài ra khu vực Liancourt là một nguồn ngư sản dồi dào và có tiềm năng lưu trữ lượng lớn khí đốt sâu trong lòng đất.

### Vị trí
Đảo Liancourt nằm ở tọa độ khoảng 131°52´ kinh đông và 37°14´ vĩ bắc. Đảo Tây nằm ở tọa độ khoảng 37°14′31″B 131°51′55″Đ / 37,24194°B 131,86528°Đ còn đảo Đông nằm tại tọa độ 37°14′27″B 131°52′10″Đ / 37,24083°B 131,86944°Đ.
Đảo Liancourt cách Hàn Quốc khoảng 217 km (135 dặm Anh) và cách Nhật Bản khoảng 212 km (131 dặm Anh). Khoảng cách, cao độ và các điều kiện thời tiết ảnh hưởng tới hình dạng đảo khi hiện, khi khuất.
Địa thể của Hàn Quốc gần Liancourt nhất là đảo Ulleung-do, cách khoảng 87 km (54 dặm Anh). Vào những ngày khí trời trong sáng người đứng trên Ulleung có thể thấy được Liancourt.
Đối với Nhật Bản thì quần đảo Oki là địa thể gần nhất lui về hướng đông nam, cách Liancourt 157 km (98 dặm Anh). Với khoảng cách đó người đứng ở Oki không thể trông thấy Liancourt bất kể khí trời và thời tiết.

## Dân cư
Hai công dân Hàn Quốc, cặp vợ chồng dân chài là hai cư dân duy nhất trên Liancourt. Ngoài ra là một đội cảnh sát cùng viên chức chính quyền và nhân viên hải đăng người Hàn Quốc luân phiên nhau làm việc để đảm bảo chủ quyền trên đảo.

## Tranh chấp chủ quyền

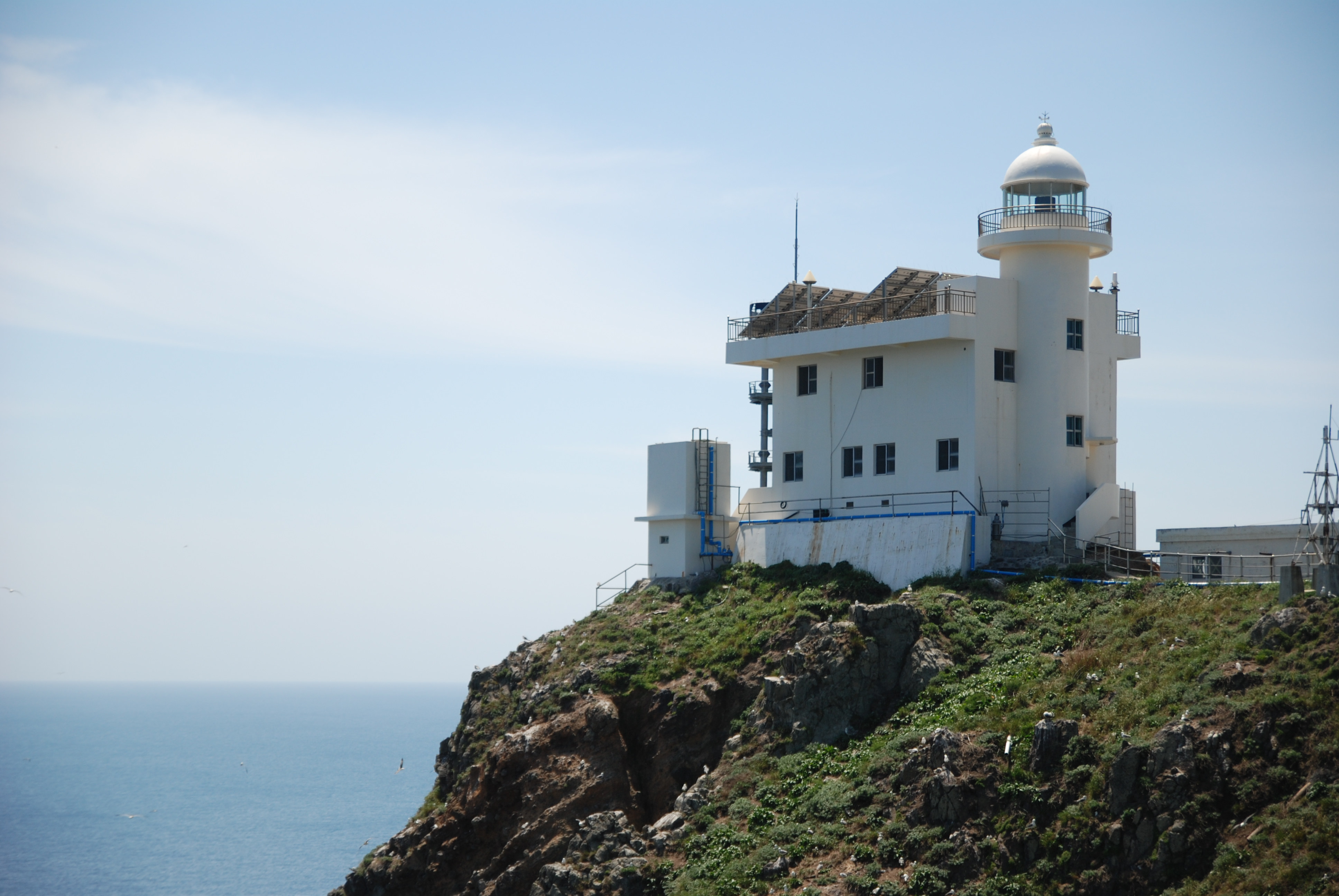
Căn cứ của Cảnh sát biển Hàn Quốc trên đảo

Từ cuối thế kỷ 20 Liancourt trở thành một điểm nóng trong các cuộc tranh chấp chủ quyền giữa Nhật Bản, Hàn Quốc và cả Cộng hòa Dân chủ Nhân dân Triều Tiên.
Hàn Quốc lập nhóm đảo này thành xã Dokdo-ri thuộc huyện Ulleung, tỉnh Gyeongsang Bắc. Nhật Bản thì khẳng định đảo này thuộc thôn Okinoshima, huyện Oki, tỉnh Shimane. Bộ Quốc phòng Hàn Quốc cho biết cuộc tập trận bảo vệ quần đảo Dokdo là hoạt động huấn luyện định kỳ, được tiến hành lần đầu tiên vào năm 1986 và kể từ năm 2003 tiến hành diễn tập mỗi năm 2 lần nhằm ngăn chặn một cuộc xâm lược của các lực lượng bên ngoài.

## Khí hậu
Do vị trí và diện tích quá bé nhỏ khí hậu đảo Liancourt hoàn toàn phụ thuộc vào thời khí của biển Nhật Bản đôi khi rất khắc nghiệt. Có lúc khi gió tây bắc thổi mạnh, thường là vào mùa đông, tàu thuyền không thể cập bến vào đảo được. Nói chung khí hậu đảo ẩm ướt và không quá lạnh, chịu tác động mạnh của nguồn hải lưu nước ấm. Lượng mưa cao quanh năm (trung bình khoảng 1.324 mm), thỉnh thoảng có tuyết rơi, nhưng thường có sương mù. Vào mùa hè gió chủ yếu thổi từ hướng nam. Nhiệt độ nước biển quanh đảo lạnh nhất vào mùa xuân, khoảng 10 °C. Vào tháng 8 nhiệt độ nước biển có thể lên tới 25 °C.

## Sinh thái

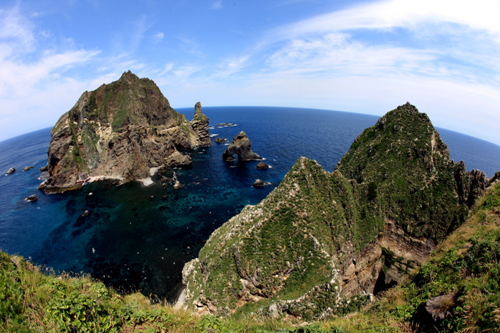
Cảnh quan nhìn từ một đảo đá trong ngày trời yên.

Liancourt chủ yếu cấu tạo bởi đá bazan do núi lửa bồi lên. Trên lớp đá nền là một lớp đất mỏng, trên cùng rêu mọc phủ. Khoảng 80 loài thực vật, trên 22 loài chim và 37 loài côn trùng có mặt trên đảo; ngoài ra là một số sinh vật biển. Vì diện tích nhỏ, Liancourt không có nguồn ngọt đáng kể nào. Khe nước dù khi có chảy, con người cũng không dùng được vì nhiễm chất thải phân chim. Một công ty Hàn Quốc đã cho xây nhà máy lọc nước biển để cung cấp nước ngọt cho đảo.
Vào đầu thập niên 1970 người Hàn có cho trồng thêm cây cối, hoa cỏ trên đảo, tăng cường thảm thực vật vì Liancourt là đảo trọc.. Tuy nhiên theo thư tịch xưa thì Liancourt thuở trước có cây xanh; sau bị con người đốn chặt hết. Cây cối theo luật quốc tế là một yếu tố để xếp một mỏm đất ngoài biển vào hạng hải đảo tự nhiên, thay vì là một rạn san hô hay đá ngầm.

## Dân cư và kinh tế
Tới thời điểm năm 2009, có hai người dân Hàn Quốc sống thường xuyên trên đảo là Kim Sung-do (김성도) và Kim Shin-yeol (김신열), với nghề nghiệp là đánh bắt cá. Ngoài ra, 37 cảnh sát Hàn Quốc (독도경비대/獨島警備隊) cũng tạm trú tại đây để làm nhiệm vụ bảo vệ. Bên cạnh đó còn có 3 viên chức của Bộ Hải dương và Ngư nghiệp Hàn Quốc và 3 nhân viên giữ tháp hải đăng sống luân phiên trên đảo. Trong quá khứ, một số ngư dân cũng tạm trú trên đảo.
Trong nhiều năm, du lịch của dân thường tới đảo phải được chính quyền Hàn Quốc cho phép do nhóm đảo này là khu bảo tồn tự nhiên. Các tàu chở du khách với tổng cộng 1.597 người đã được phép cho người lên đảo vào năm 2004. Kể từ giữa tháng 3 năm 2005, nhiều du khách hơn đã được phép lên đảo, tới 70 người mỗi lần. Một phà chạy tới đảo mỗi ngày và có hàng chờ khá dài. Chỉ 60% những người đi phà là có thể lên đảo, phần còn lại chỉ là khách đi vòng quanh đảo. Trên đường tới đảo Liancourt, trên phà người ta cho khách xem tranh biếm họa Hàn Quốc về một con Robot khổng lồ bảo vệ các đảo khỏi bàn tay người Nhật. Vào thời điểm năm 2009, các công ty du lịch thu từ mỗi du khách 350.000 Won (khoảng 250 USD).

## Tranh chấp quốc tế
Đảo Liancourt bị Hàn Quốc và Nhật Bản tranh chấp, mặc dù hiện nay Hàn Quốc đang quản lý. Các tranh chấp giữa hai quốc gia đã kéo dài hàng trăm năm cùng nhiều chứng cứ đã được cả hai bên đưa ra và tranh cãi.

## Xây dựng
Dưới sự quản lý của Hàn Quốc, đảo Liancourt đã trải qua một cuộc xây dựng lớn. Hiện tại, trên đảo có một tháp hải đăng, một đường đậu cho máy bay trực thăng, một cột cờ lớn nhìn thấy từ trên không và một hòm thư, một cầu thang lên xuống và một đồn cảnh sát. Năm 2007, hai nhà máy khử mặn đã được xây xong, có thể sản xuất 28 tấn nước sạch mỗi ngày. Cả hai công ty điện thoại lớn của Hàn Quốc đều có các tháp viễn thông trên các đảo nhỏ.

## Vai trò trong quan hệ Nhật-Hàn

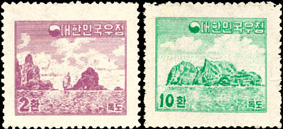
Hàn Quốc đã cho phát hành các con tem mô tả đảo đá Liancourt kể từ năm 1954

Đảo Liancourt là điểm tranh chấp căng thẳng, bên cạnh các tranh chấp Nhật–Hàn khác. Bộ Ngoại giao Nhật Bản cho rằng lập trường của mình là "không thay đổi". Khi quận Shimane của Nhật Bản thông báo "Ngày Takeshima" năm 2005, người Hàn Quốc đã phản ứng bằng các cuộc biểu tình và phản đối trong khắp cả nước. Năm 2006, 5 "Dokdo Riders" Hàn Quốc đã thực hiện một chuyến du hành thế giới để gây chú ý trên bình diện quốc tế về tranh chấp này.

## Sự kiện bên lề
Ngày 21/01/2022, Văn phòng Tổng thống Hàn Quốc Moon Jae-in đã gửi hộp quà, trong đó có rượu truyền thống và nhiều món quà khác, tới Đại sứ Nhật Bản Koichi Aiboshi và các đại sứ nước ngoài khác tại Seoul để chúc mừng Tết Nguyên đán. Tuy nhiên, phía Nhật Bản cho biết hộp bên ngoài của món quà này có hình minh họa giống với nhóm đảo Dokdo (theo cách gọi của Hàn Quốc)/Takeshima (theo cách gọi của Nhật Bản) ở biển Nhật Bản. Ngoài trả lại hộp quà, Đại sứ quán Nhật Bản còn gửi tuyên bố phản đối tới Hàn Quốc.
Phía Hàn Quốc đã giải thích rằng, hộp bên ngoài của món quà có in hình mặt trời mọc, được cho là đại diện cho cam kết vượt qua đại dịch COVID-19 của Hàn Quốc và bắt đầu một năm mới. Nhóm đảo Dokdo/Takeshima là nơi mọi người có thể ngắm bình minh đầu tiên ở Hàn Quốc.